# Koliganek
Koliganek és una concentració de població designada pel cens dels Estats Units a l'estat d'Alaska. Segons el cens del 2000 tenia 182 habitants.

## Demografia
Segons el cens del 2000, Koliganek tenia 182 habitants, 53 habitatges, i 35 famílies La densitat de població era de 5,6 habitants/km².
Dels 53 habitatges en un 43,4% hi vivien nens de menys de 18 anys, en un 52,8% hi vivien parelles casades, en un 9,4% dones solteres, i en un 32,1% no eren unitats familiars. En el 26,4% dels habitatges hi vivien persones soles el 5,7% de les quals corresponia a persones de 65 anys o més que vivien soles. El nombre mitjà de persones vivint en cada habitatge era de 3,43 i el nombre mitjà de persones que vivien en cada família era de 4,44.
Per edats la població es repartia de la següent manera: un 42,3% tenia menys de 18 anys, un 6,6% entre 18 i 24, un 31,3% entre 25 i 44, un 11,5% de 45 a 60 i un 8,2% 65 anys o més.
L'edat mediana era de 26 anys. Per cada 100 dones hi havia 122 homes. Per cada 100 dones de 18 o més anys hi havia 133,3 homes.
La renda mediana per habitatge era de 44.583 $ i la renda mediana per família de 51.042 $. Els homes tenien una renda mediana de 31.250 $ mentre que les dones 30.417 $. La renda per capita de la població era de 13.242 $. Aproximadament el 14,9% de les famílies i el 19,3% de la població estaven per davall del llindar de pobresa.

## Poblacions més properes
El següent diagrama mostra les poblacions més properes.